# Agylloides obscurella
Agylloides obscurella är en fjärilsart som beskrevs av Embrik Strand 1912. Agylloides obscurella ingår i släktet Agylloides och familjen björnspinnare. Inga underarter finns listade i Catalogue of Life.